# Izabeltapuit
De izabeltapuit (Oenanthe isabellina) is een zangvogel uit de familie Muscicapidae (vliegenvangers).

## Kenmerken
De vogel is 15 tot 16,5 cm lang. De vogel is lastig te onderscheiden van een gewone tapuit in zijn eerste winterkleed. Mannetje en vrouwtje verschillen onderling nauwelijks. Het verenkleed is overwegend zandkleurig. De stuit is wit en de staart heeft een zwarte T-vormige tekening. Karakteristieke verschillen zijn: geelbruine in plaats van rossige oorstreek, een zwart vlekje (de duimvleugel) op de vleugelboog, een bredere zwarte eindrand op de staart en een opvallende, rechtopgaande houding tijdens stilstaan bij het foerageren op de grond.

## Verspreiding en leefgebied
Deze soort komt voor in ZO-Europa, Klein Azië en delen van zuidelijk en zuidwestelijk Azië. Het leefgebied bestaat uit vlakten en hellingen met kort gras in het overgangsgebied tussen steppe en halfwoestijn. Vaak in stenig terrein en ook wel aan de voet van berghellingen.
Het is een trekvogel die 's winters verblijft in het westen van het Indische subcontinent, het Arabische schiereiland en grote delen van Afrika onder de Sahara.

### Voorkomen in West-Europa
Tijdens de trek is de vogel dwaalgast in tal van West-Europese landen. In Nederland zijn er 17 bevestigde waarnemingen tussen 1996 en 2021.

## Status
De grootte van de populatie werd in 2015 ruw geschat op 20 tot 90 miljoen individuen. Men veronderstelt dat de soort in aantal stabiel is. Om deze redenen staat de izabeltapuit als niet bedreigd op de Rode Lijst van de IUCN.